# 보스타드시

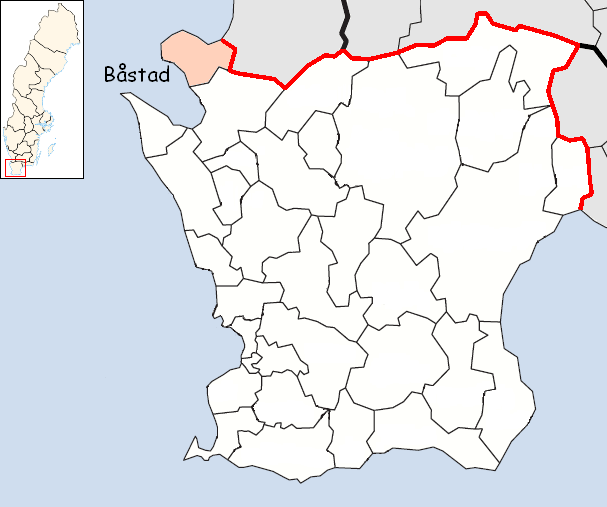
보스타드 시의 위치

보스타드시(스웨덴어: Båstads kommun)는 스웨덴 스코네주에 위치한 지방 자치체로 행정 중심지는 보스타드이며 면적은 881.9km2, 인구는 14,614명(2016년 12월 31일 기준), 인구 밀도는 17명/km2이다.

시 문장